# Петолиние
Петолинието е музикален термин. Представлява 5 успоредни линии на равно разстояние една от друга, върху които се изписват нотите. В началото му стоят знак за повторение (репетиция), нотният ключ, диезите и бемолите и накрая размерът.
Има два ключа: ключ сол и ключ фа (както е показано на снимката). Горният ред свири дясната ръка, а долният лявата. Понякога се кръстосват ръцете.